# XaoS
XaoS je interaktivní program pro zobrazování fraktálů. Umožňuje uživateli spojitě přibližovat a oddalovat zobrazený fraktál v reálném čase.
XaoS je licencován pod GPL. Program je víceplatformní, a dostupný pro různé operační systémy, včetně GNU/Linuxu, Windows, Mac OS X, BeOS a dalších.
XaoS umí zobrazit Mandelbrotovu množinu (s mocninou 2, 3, 4, 5 a 6), Octo fraktál, tři typy Barnselyho fraktálů, fraktál Newton (řádu 3 a 4), fraktál Phoenix a Magnet (1 a 2). XaoS může zobrazit Juliovu množinu z vybraných částí fraktálu a také umožňuje zadání vlastních vzorců.
XaoS je schopen zobrazovat fraktály jako ASCII art pomocí knihovny AAlib což, v kombinaci s nástroji pro sestavování softwaru od GNU, umožňuje ho provozovat téměř kdekoli.
V balíčku je zahrnuta interaktivní nápověda a animovaný úvod do problematiky fraktálů. Úvod je rozdělen do desíti kapitol podle dostupných vzorců a jejich vlastností.